# كوسبا
كوسبا هي قرية لبنانية من قرى قضاء الكورة في محافظة الشمال. وأغلب سكانها يتبعون من الروم الأرثوذكس. من أبرز عائلاتها: بدوي.

## أعلام
- فريد حبيب
- فايز غصن
- لارا حبيب